# Đại học Hanyang

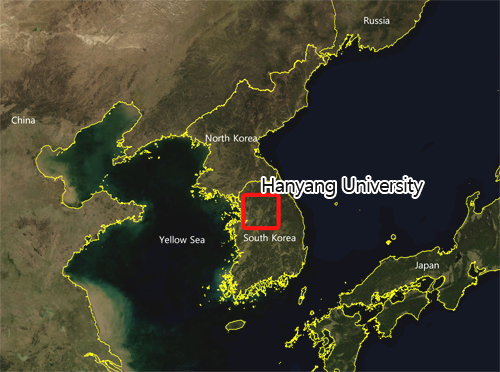
Vị trí của đại học Hanyang ở Đông Á

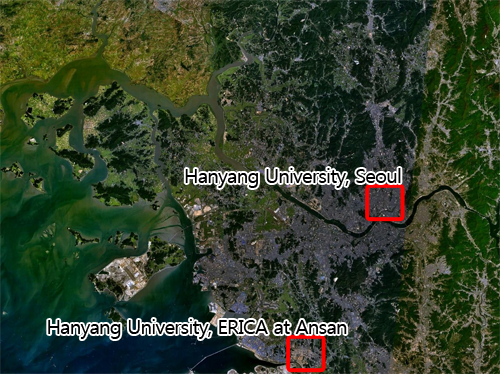
Vị trí của đại học Hanyang ở Seoul & tỉnh Gyeonggi

Đại học Hanyang là một trường đại học của Hàn Quốc. Trường có trụ sở chính tại Seoul với chi nhánh là cơ sở ERICA nằm tại thành phố Ansan. Tình yêu trong Chân lý và Hành động là nguyên tắc cơ bản và là triết lý giáo dục của trường. Đại học Kỹ thuật Hanyang còn có học viện công trình nổi tiếng nhất và là đại học kỹ thuật lâu đời nhất tại Hàn Quốc.

## Lịch sử
Trường Cao đẳng kỹ thuật Đông Á, tiền thân của Đại học Hanyang, được thành lập vào năm 1939 trong thời kì Nhật chiếm đóng Triều Tiên, với mục tiêu xây dựng một trung tâm đào tạo các kĩ sư và chuyên gia cần thiết cho một Triều Tiên độc lập. Tháng 7 năm 1948, sau khi Hàn Quốc giành độc lập, được công nhận là trường Cao đẳng Kỹ thuật hệ 4 năm đầu tiên trên cả nước. Sau đó vào tháng 2 năm 1959 vị thế của trường được nâng lên thành trường Đại học hệ 4 năm. Trong thập niên 60 và 70, các ssinh viên tốt nghiệp từ các khối ngành kỹ thuật của trường đã đi đầu trong phong trào công nghiệp hóa và hiện đại hóa của đất nước.
Năm 1979, Đại học Hanyang tại Ansan được thành lập, sau đổi tên thành Cơ sở ERICA hay còn gọi là Viện nghiên cứu giáo dục Công nghiệp Ansan.
Trong những năm 90 và 2000, trường đã phát động cuộc nghiên cứu hướng đi mới trong nhiều lĩnh vực từ kinh tế đến kỹ thuật. Trường cũng nằm trong danh sách xây dựng và phát triển các trường đại học theo tiêu chuẩn quốc tế qua các chương trình tài trợ đặc biệt cho nghiên cứu khoa học như BK21 đã tổ chức Hanyang Industry Digital Park, và thành lập một số viện nghiên cứu.
Đại học Hanyang cũng là một trong những trung tâm của các dự án Nghiên cứu và Phát triển Quốc gia
như Trung tâm nghiên cứu khoa học Quang tử Lượng tử Lưu trữ ngày 6 tháng 2 năm 2012 tại Wayback Machine.
Theo báo cáo của một đại học năm 2006 do tờ báo JoongAng thì Hanyang được xếp hạng là một trong đại học trọng điểm của quốc gia. Trường cũng nhận được những đánh giá cao trong nhiều lĩnh vực. Theo một báo cáo về thứ hạng của các trường đại học trên thế giới do Đại học Giao thông Thượng Hải thực hiện, Đại học Hanyang nằm trong phạm vi từ 303-401 vào năm 2008.
Tại thời điểm tháng 3 năm 2001, Hanyang có 20 chuyên ngành, 92 khoa, 15 ngành đào tạo sau đại học, 2 bệnh viên trực thuộc với 1,600 giường, và 43 viện nghiên cứu tịa cả hai cơ sở là Seoul và ERICA. Tổng cộng tuyển sinh 36,000 sinh viên gồm có 9400 sinh viên đang đào tạo thạc sĩ. Giảng viên đào tạo toàn thời gian bao gồm 1120 giáo sư. Ngoài ra, còn có 2,260 giảng viên bán thời gian, giáo sư trợ giảng và có hơn 1,140 trợ giảng. Viện Nghiên cứu công nghệ công nghiệp Hàn Quốc, LG Innotek và Viện Nghiên cứu Kỹ thuật điện Hàn Quốc đều đặt tai cơ sở ERICA và trong tương lai gần.

## Triết lý thành lập trường
Mục tiêu và lý tưởng giáo dục
Mục đích của lý tưởng giáo dục tại Hanyang nằm ở việc thấm nhuần ý thức về chủ nghĩa nhân đạo nhân đạo trong mỗi sinh viên. "Trung thực, chính trực, chuyên cần và lòng nhân ái" là những phẩm chất được nhấn mạnh trong chương trình giảng dạy của trường. Đồng thời mục tiêu giáo dục của trường là sinh viên được rèn luyện thực tiễn và đào tạo chuyên nghiệp để đóng góp tích cực cho sự phát triển của địa phương, của đất nước, và xã hội trên nhiều lĩnh vực và phương diện khác nhau.

Đội quân tình nguyện Hanyang
Đội quân tình nguyện Hanyang (HVC) Lưu trữ ngày 1 tháng 3 năm 2012 tại Wayback Machine được thành lập năm 1994. Mục tiêu ban đầu là góp sức xây dựng cho địa phương và người dân với khẩu hiệu Tình yêu trong Chân lý và Hành động

## Khuôn viên
Đại học Hanyang có hai cơ sở, một tại Seongdong-gu, Seoul và hai ở Sangnok-gu, Ansan. Cơ sở tại Seoul được đáp ứng có một ga tàu điện ngầm (ga tàu điện ngầm Đại học Hanyang) nằm ngay trong sân trường. Cơ sở tại Ansan cũng có ga tàu điện ngầm (ga tàu điện ngầm Đại học Hanyang tại Ansan) được đặt theo tên trường, nhưng nằm cách trường một dặm. Theo báo cáo vào tháng 3 năm 2007 thì cả hai cơ sở chính của trường đều có 94 tòa nhà.

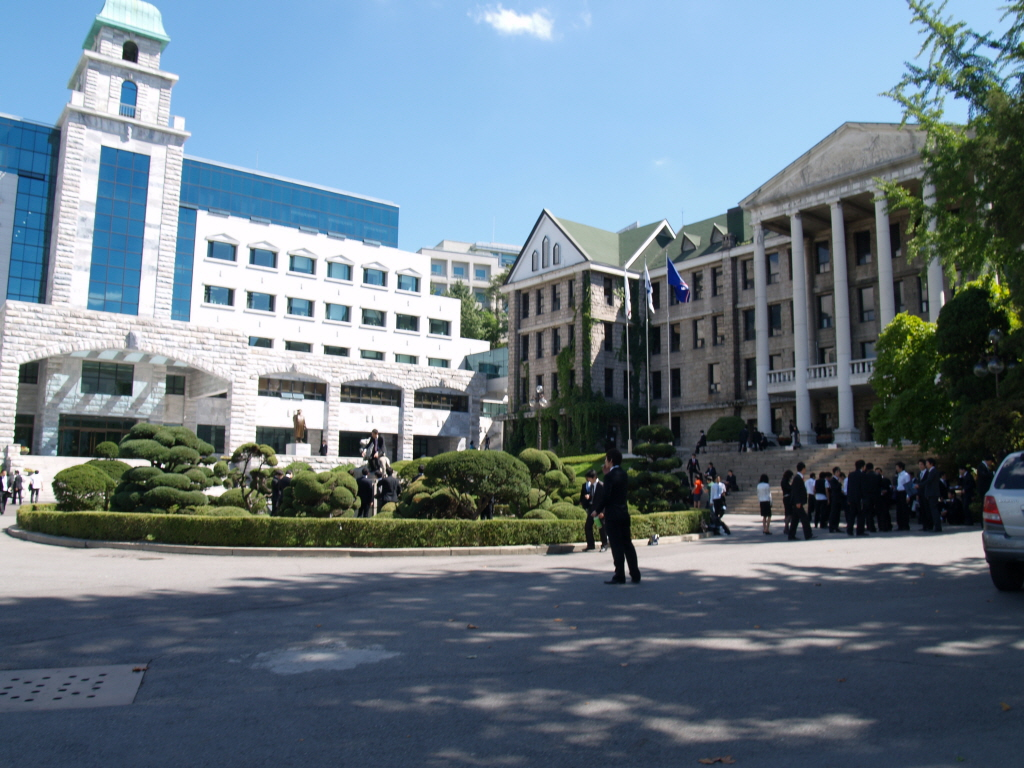
Tòa nhà chính

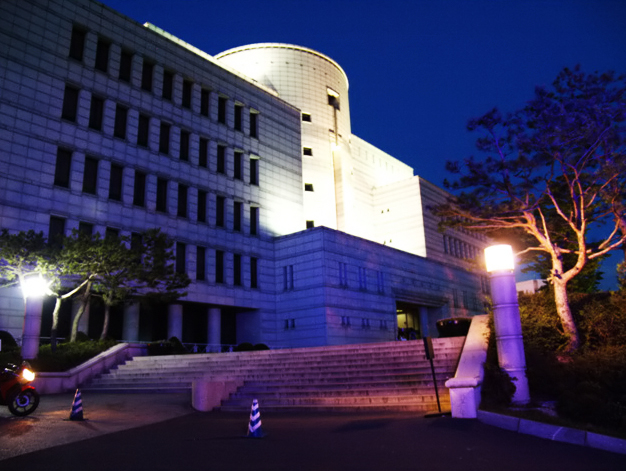
Thư viện

## Tổ chức
| Undergraduate Seoul Campus - College of Engineering Lưu trữ ngày 26 tháng 8 năm 2009 tại Wayback Machine - College of Medicine - College of Humanities - College of Social Sciences - College of Natural Sciences - College of Law Lưu trữ ngày 21 tháng 8 năm 2014 tại Wayback Machine - College of Economics & Finance - College of Business Administration - College of Education - College of Human Ecology - College of Music - College of Physical Education Lưu trữ ngày 30 tháng 1 năm 2016 tại Wayback Machine - College of Policy Science - College of Art - College of International Studies - College of General Studies ERICA campus - College of Engineering Sciences - College of Languages & Cultures - College of Communication & Social Sciences - College of Science and Technology - College of Economics & Business Administration - College of Human Movement Sciences Lưu trữ ngày 15 tháng 11 năm 2012 tại Wayback Machine - College of Design - College of General Studies Lưu trữ ngày 19 tháng 11 năm 2015 tại Wayback Machine |  | Graduate Graduate School - Graduate School Professional Graduate Schools - School of Urban Studies Lưu trữ ngày 4 tháng 8 năm 2009 tại Wayback Machine - School of International Studies - Global Techno MBA - School of Law Lưu trữ ngày 4 tháng 2 năm 2009 tại Wayback Machine - School of Medicine Lưu trữ ngày 21 tháng 8 năm 2011 tại Wayback Machine Specialized Graduate Schools - School of Engineering Lưu trữ ngày 26 tháng 2 năm 2021 tại Wayback Machine - School of Business Administration Lưu trữ ngày 7 tháng 7 năm 2015 tại Wayback Machine - School of Public Administration Local Autonomy Lưu trữ ngày 19 tháng 4 năm 2009 tại Wayback Machine - School of Education - School of Journalism & Mass Communication Lưu trữ ngày 26 tháng 2 năm 2021 tại Wayback Machine - School of International Tourism Lưu trữ ngày 21 tháng 11 năm 2020 tại Wayback Machine - School of Information and Clinical Nursing |

## Sinh viên nổi bật
Sinh viên nổi bật tốt nghiệp trường kỹ thuật Đại học Hanyang:
Sinh viên nổi bật tốt nghiệp trường kỹ thuật Đại học Hanyang:
- Kim Jong- dae (CHEN): ca sĩ, thành viên nhóm nhạc EXO.[10]
- Chung Mong-koo: Chủ tịch Hyundai Motor Company
- Chung Mong-keun:Chủ tịch của Hyundai Department Store Group
- Chung Mong-sun: Chủ tịch của Hyundai Cement
- Seo Byung-gi: Phó Chủ tịch của Hyundai Motor Company
- Lee Chan-hee (Chunji): ca sĩ, thành viên nhóm nhạc TeenTop
- Lee Ji-song: Phó Chủ tịch của Hyundai construction Company
- Lee Sang-wan: Phó Chủ tịch của Samsung
- Kim Kwang-ho: Phó Chủ tịch của Samsung
- Yoon Boo-Geun: Phó Chủ tịch của Samsung
- Ko Hong-sik:Phó Chủ tịch của Samsung Total
- Lee Chang-Ryeol: Phó Chủ tịch của Samsung Nhật Bản
- Kim Ssang-su:Phó Chủ tịch của LG Electronics
- Cho Young-Hwan: Phó Chủ tịch của LG Micron
- Lee Yoon: Phó Chủ tịch của POSCO

Cầu thủ bóng đá:
- Park Hang-seo: Huấn luyện viên trưởng đội tuyển quốc gia Việt Nam
- Chang Chang-sun: vận động viên môn vật tự do, huy chương bạc Olympic và vô địch thế giới
- Park Chan-ho: cầu thủ bóng đá chuyên nghiệp
- Lee Man-soo: cầu thủ bóng đá chuyên nghiệp
- Koo Dae-sung: cầu thủ bóng đá chuyên nghiệp
- Kim Nam-il: cầu thủ bóng đá chuyên nghiệp
- Jang Sung-ho: vận động viên judo và huy chương bạc Olympic
- Yoon Dong-sik: vận động viên judo

Nghệ sĩ:
- Ji Sung: diễn viên điện ảnh và truyền hình.
- Lee Moon Sik: diễn viên điện ảnh và truyền hình
- Lee Young-ae: diễn viên điện ảnh và truyền hình
- Lee Sang Yeob:  diễn viên điện ảnh và truyền hình
- Lee Byung-hun: diễn viên điện ảnh và truyền hình
- Bae Doona: diễn viên điện ảnh và truyền hình
- Kang Dong Won: diễn viên điện ảnh và truyền hình
- Song Yoon-ah: diễn viên điện ảnh và truyền hình
- Lim Hyun-sik: diễn viên điện ảnh và truyền hình
- Kim Hyo-jin: diễn viên điện ảnh và truyền hình
- Jung Il-woo: diễn viên điện ảnh và truyền hình
- Jang Geun Suk: diễn viên điện ảnh và truyền hình
- Lee Ae Jung: diễn viên truyền hình[11]
- Yoon Chan Young:Diễn viên truyền hình
- Park Ji-hu:Diễn viên điện ảnh và truyền hình